# Měřík trsnatý
Měřík trsnatý (Mnium hornum) je druh dvoudomého mechu z rodu Mnium z čeledi měříkovité.

## Popis a znaky
Je to dvoudomý, tmavě zelený mech, vysoký až 5 cm tvořící trsy. Tělo tvoří stélka, která je rozlišena na lodyžku (kauloid), lístky (fyloidy) a příchytná vlákna (rhizoidy).
Tvoří velmi husté na bázi rezavě červené trsy. Složené z jednoduchých vzpřímených, hustě rovnoběžně uspořádaných lodyžek, od rhizoidů plstnatých, směrem nahoru rostou lodyžky se slabě ohnutými, listnatými lodyžkami.
Lístky vyrůstají z úzké báze kopinaté, ostře zašpičatělé, kolmo odstálé, s vícevrstevným červeným lemem, na okraji s dvojitým zoubkováním, žebro na hřbetě zubaté. Za sucha jsou lístky pokroucené, za vlhka odstálé.
Štět je vysoký až 5 cm, načervenalý s tobolkou vejčitého tvaru, z počátku zrání je žlutozelená, ve zralosti hnědá. Víčko vyklenuté s tupou papilou. Rodozměna je stejná jako u ostatních druhů měchů. Výtrusy v tobolce zpravidla o velikosti 26 – 35 µm.

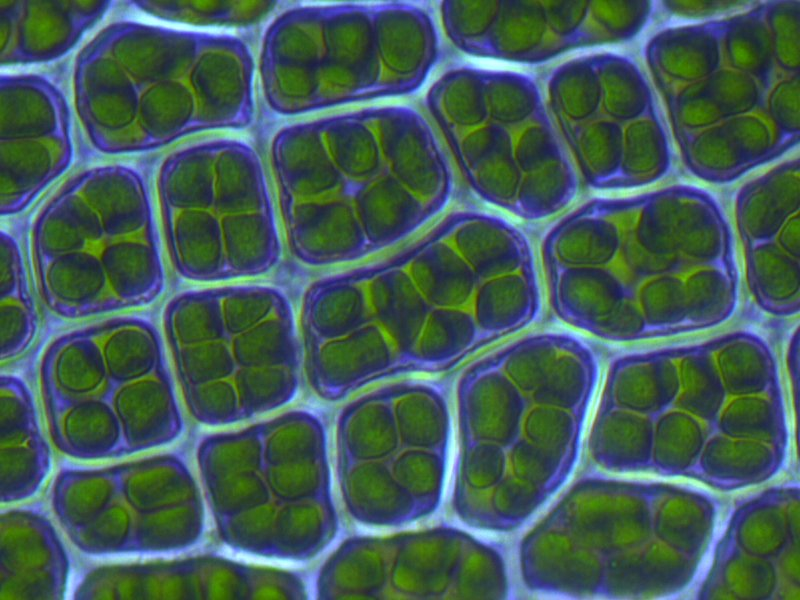
Buňky lístku měříku

## Rozšíření
Hojně se vyskytuje v silikátových pohoří střední Evropy, vyhýbá se vápenitému podkladu, kde se vyskytuje jen roztroušeně na surovém humusu, především ve smrkových lesích. Běžný v Evropě od Atlantiku po Kavkaz. Ve vyšších nadmořských výškách se nevyskytuje.

## Ekologie
Roste především na vlhkých až mokrých, lesních půdách,v chladných uzavřených údolích, u potoků a jiných půdách s vysokou hladinou podzemní vody. Ve smrkových porostech a olšinách tvoří celé koberce, též v rašeliništích. Daří se mu na pařezech a padlých stromech.